# Antonie von Procházka
Antonia Ludmila von Procházka, rozená Gundling (4. ledna 1861 Praha – 16. nebo 17. května 1945 Břevnovský klášter), byla česká umělkyně německé národnosti, zpěvačka, učitelka zpěvu.

## Život
Narodila se v Praze jako Antonia Ludmila Gundlingová, třetí ze čtyř dětí Eduarda Gundlinga a Pauliny roz. Stupkové. Rodina měla původ ve francké rodině Gundlingových, z níž pocházeli např. slavní bratři Jacob Paul von Gundling a Nikolaus Hieronymus Gundling a její strýc Julius Gundling.
Poté, co v letech 1867–1873 navštěvovala klášterní školu řádu uršulinek v Praze, absolvovala v zimních měsících v následujících letech čtyřletou školu kreslení a malování pro dámy při Císařské a královské škole uměleckých řemesel v Praze. V letních měsících cestovala s rodiči do Uherska, Německa, Itálie, Švýcarska, Francie, Španělska a Anglie, což jí poskytlo široké všeobecné vzdělání. 24. června 1893 se provdala za ministerského radu Rudolfa Freiherra von Procházku, jemuž 20. listopadu 1900 porodila syna Romana.
Po pražském povstání proti německým okupantům v květnu 1945 byla Antonie baronka Procházková v Břevnovském klášteře, kde 16. nebo 17. května 1945 zemřela.

### Aktivity
Jako dlouholetá členka Rakouské společnosti červeného kříže se Antonie baronka Procházková stala jeho tajemnicí. R. 1910 byla zvolena do předsednictva Ženského pomocného spolku Červeného kříže Českého království (Frauenhilfsverein vom Roten Kreuze im Königreich Böhmen).  Angažovala se ve prospěch této organizace a těch, kteří pomoc spolku potřebovali.
Stejně jako její otec se velmi zajímala o umění a jeho propagaci a v roce 1920 se stala předsedkyní Klubu německých výtvarnic v Praze. Sama působila jako zpěvačka a učitelka zpěvu.

### Ocenění
Za svou péči o sociálně slabé a za zásluhy v oblasti vojenské zdravotnické péče v době první světové války obdržela 29. ledna 1916 Čestný odznak Rakouského Červeného kříže s válečnou dekorací. Dne 4. dubna 1917 jí císař Karel I. udělil Válečný kříž Za občanské zásluhy II. třídy jako „Uznání zvláště záslužné působení v Rakouském Červeném kříži“.